# Zayn/Diskografie
Diese Diskografie ist eine Übersicht über die musikalischen Werke des britisch-pakistanischen Pop- und R&B-Sängers Zayn. Den Quellenangaben und Schallplattenauszeichnungen zufolge hat er bisher mehr als 40,4 Millionen Tonträger verkauft, davon allein in seiner Heimat über 6,3 Millionen. Seine erfolgreichste Veröffentlichung ist die Single I Don’t Wanna Live Forever mit über 9,1 Millionen verkauften Einheiten.

## Alben

### Studioalben
| Jahr | Titel Musiklabel                                              | Höchstplatzierung, Gesamtwochen, AuszeichnungChartplatzierungen (Jahr, Titel, Musiklabel, Platzierungen, Wochen, Auszeichnungen, Anmerkungen) | Höchstplatzierung, Gesamtwochen, AuszeichnungChartplatzierungen (Jahr, Titel, Musiklabel, Platzierungen, Wochen, Auszeichnungen, Anmerkungen) | Höchstplatzierung, Gesamtwochen, AuszeichnungChartplatzierungen (Jahr, Titel, Musiklabel, Platzierungen, Wochen, Auszeichnungen, Anmerkungen) | Höchstplatzierung, Gesamtwochen, AuszeichnungChartplatzierungen (Jahr, Titel, Musiklabel, Platzierungen, Wochen, Auszeichnungen, Anmerkungen) | Höchstplatzierung, Gesamtwochen, AuszeichnungChartplatzierungen (Jahr, Titel, Musiklabel, Platzierungen, Wochen, Auszeichnungen, Anmerkungen) | Anmerkungen                                                 |
| Jahr | Titel Musiklabel                                              | DE | AT | CH | UK | US | Anmerkungen                                                 |
| ---- | ------------------------------------------------------------- | --- | --- | --- | --- | --- | ----------------------------------------------------------- |
| 2016 | Mind of Mine RCA (Sony)                                       | DE9 (3 Wo.)DE | AT2 (4 Wo.)AT | CH5 (4 Wo.)CH | UK1 Gold · (10 Wo.)UK | US1 Platin · (25 Wo.)US | Erstveröffentlichung: 25. März 2016 Verkäufe: + 1.450.000   |
| 2018 | Icarus Falls RCA (Sony)                                       | DE63 (1 Wo.)DE | — | CH81 Gold · (2 Wo.)CH | UK77 Silber · (1 Wo.)UK | US61 Gold · (4 Wo.)US | Erstveröffentlichung: 14. Dezember 2018 Verkäufe: + 737.500 |
| 2021 | Nobody Is Listening RCA (Sony)                                | DE35 (1 Wo.)DE | AT11 (2 Wo.)AT | CH17 (1 Wo.)CH | UK17 (1 Wo.)UK | US44 (1 Wo.)US | Erstveröffentlichung: 15. Januar 2021                       |
| 2024 | Room Under the Stairs Mercury Records, Republic Records (UMG) | DE9 (1 Wo.)DE | AT25 (1 Wo.)AT | CH31 (1 Wo.)CH | UK3 (1 Wo.)UK | US15 (1 Wo.)US | Erstveröffentlichung: 17. Mai 2024                          |

### EPs
- 2021: Yellow Tape (Selbstverlag)

## Singles

### Als Leadmusiker
| Jahr | Titel Album                                             | Höchstplatzierung, Gesamtwochen, AuszeichnungChartplatzierungen (Jahr, Titel, Album, Platzierungen, Wochen, Auszeichnungen, Anmerkungen) | Höchstplatzierung, Gesamtwochen, AuszeichnungChartplatzierungen (Jahr, Titel, Album, Platzierungen, Wochen, Auszeichnungen, Anmerkungen) | Höchstplatzierung, Gesamtwochen, AuszeichnungChartplatzierungen (Jahr, Titel, Album, Platzierungen, Wochen, Auszeichnungen, Anmerkungen) | Höchstplatzierung, Gesamtwochen, AuszeichnungChartplatzierungen (Jahr, Titel, Album, Platzierungen, Wochen, Auszeichnungen, Anmerkungen) | Höchstplatzierung, Gesamtwochen, AuszeichnungChartplatzierungen (Jahr, Titel, Album, Platzierungen, Wochen, Auszeichnungen, Anmerkungen) | Anmerkungen                                                                    |
| Jahr | Titel Album                                             | DE | AT | CH | UK | US | Anmerkungen                                                                    |
| --- | ------------------------------------------------------- | --- | --- | --- | --- | --- | ------------------------------------------------------------------------------ |
| 2016 | Pillowtalk Mind of Mine                                 | DE5 Platin · (18 Wo.)DE | AT3 (15 Wo.)AT | CH15 Platin · (21 Wo.)CH | UK1 ×2Doppelplatin · (28 Wo.)UK | US1 ×5Fünffachplatin · (24 Wo.)US | Erstveröffentlichung: 29. Januar 2016 Verkäufe: + 9.148.333                    |
| 2016 | Like I Would Mind of Mine                               | DE69 (1 Wo.)DE | AT47 (2 Wo.)AT | CH48 (6 Wo.)CH | UK30 Silber · (12 Wo.)UK | US55 Gold · (3 Wo.)US | Erstveröffentlichung: 10. März 2016 Verkäufe: + 970.000                        |
| 2016 | Wrong Mind of Mine                                      | — | — | — | — | — | Erstveröffentlichung: 16. Mai 2016 feat. Kehlani                               |
| 2016 | I Don’t Wanna Live Forever Fifty Shades Darker (O.S.T.) | DE2 ×3Dreifachgold · (24 Wo.)DE | AT2 (22 Wo.)AT | CH2 (30 Wo.)CH | UK5 ×2Doppelplatin · (22 Wo.)UK | US2 ×4Vierfachplatin · (23 Wo.)US | Erstveröffentlichung: 9. Dezember 2016 Verkäufe: + 9.143.333; mit Taylor Swift |
| 2017 | Still Got Time Icarus Falls                             | DE62 (2 Wo.)DE | AT41 (2 Wo.)AT | CH34 (4 Wo.)CH | UK24 Gold · (13 Wo.)UK | US66 Gold · (2 Wo.)US | Erstveröffentlichung: 24. März 2017 Verkäufe: + 1.220.000; feat. PartyNextDoor |
| 2017 | Dusk Till Dawn Icarus Falls                             | DE3 Platin · (31 Wo.)DE | AT1 Platin · (24 Wo.)AT | CH1 ×3Dreifachplatin · (35 Wo.)CH | UK5 ×2Doppelplatin · (24 Wo.)UK | US44 ×2Doppelplatin · (17 Wo.)US | Erstveröffentlichung: 7. September 2017 Verkäufe: + 6.133.333; feat. Sia       |
| 2018 | Let Me Icarus Falls                                     | DE92 (1 Wo.)DE | AT71 (1 Wo.)AT | CH47 (1 Wo.)CH | UK20 Silber · (7 Wo.)UK | US73 Gold · (1 Wo.)US | Erstveröffentlichung: 12. April 2018 Verkäufe: + 875.000                       |
| 2018 | Entertainer Icarus Falls                                | — | — | — | UK95 (1 Wo.)UK | — | Erstveröffentlichung: 23. Mai 2018 Verkäufe: + 70.000                          |
| 2018 | Sour Diesel Icarus Falls                                | — | — | — | — | — | Erstveröffentlichung: 18. Juli 2018                                            |
| 2018 | Too Much Icarus Falls                                   | — | — | — | UK79 (1 Wo.)UK | — | Erstveröffentlichung: 2. August 2018 Verkäufe: + 20.000, feat. Timbaland       |
| 2018 | Fingers Icarus Falls                                    | — | — | — | — | — | Erstveröffentlichung: 18. Oktober 2018 Verkäufe: + 20.000                      |
| 2018 | No Candle No Light Icarus Falls                         | — | — | — | — | — | Erstveröffentlichung: 15. November 2018 feat. Nicki Minaj                      |
| 2019 | A Whole New World (End Title) Aladdin (O.S.T.)          | — | — | — | UK68 (3 Wo.)UK | US— GoldUS | Erstveröffentlichung: 9. Mai 2019 Verkäufe: + 650.000; mit Zhavia Ward         |
| 2020 | Better Nobody Is Listening                              | — | — | — | UK58 (1 Wo.)UK | US89 (1 Wo.)US | Erstveröffentlichung: 25. September 2020 Verkäufe: + 20.000                    |
| 2021 | Vibez Nobody Is Listening                               | — | — | — | UK50 (2 Wo.)UK | — | Erstveröffentlichung: 8. Januar 2021                                           |
| 2023 | Love Like This –                                        | — | — | — | UK36 (3 Wo.)UK | — | Erstveröffentlichung: 21. Juli 2023                                            |
| 2024 | What I Am Room Under The Stairs                         | — | — | — | UK89 (1 Wo.)UK | — | Erstveröffentlichung: 15. März 2024                                            |
| Folgende Lieder erschienen nicht als Single, wurden aber durch das Album zum Download und Streaming bereitgestellt und konnten somit eine Platzierung erlangen: |                                                         | | | | | |                                                                                |
| |                                                         | | | | | |                                                                                |
| 2016 | She Mind of Mine                                        | — | — | — | UK84 (1 Wo.)UK | — | Erstveröffentlichung: 25. März 2016                                            |

### Als Gastmusiker
| Jahr | Titel Album                      | Höchstplatzierung, Gesamtwochen, AuszeichnungChartplatzierungen (Jahr, Titel, Album, Platzierungen, Wochen, Auszeichnungen, Anmerkungen) | Höchstplatzierung, Gesamtwochen, AuszeichnungChartplatzierungen (Jahr, Titel, Album, Platzierungen, Wochen, Auszeichnungen, Anmerkungen) | Höchstplatzierung, Gesamtwochen, AuszeichnungChartplatzierungen (Jahr, Titel, Album, Platzierungen, Wochen, Auszeichnungen, Anmerkungen) | Höchstplatzierung, Gesamtwochen, AuszeichnungChartplatzierungen (Jahr, Titel, Album, Platzierungen, Wochen, Auszeichnungen, Anmerkungen) | Höchstplatzierung, Gesamtwochen, AuszeichnungChartplatzierungen (Jahr, Titel, Album, Platzierungen, Wochen, Auszeichnungen, Anmerkungen) | Anmerkungen                                                                    |
| Jahr | Titel Album                      | DE | AT | CH | UK | US | Anmerkungen                                                                    |
| ---- | -------------------------------- | --- | --- | --- | --- | --- | ------------------------------------------------------------------------------ |
| 2016 | Back to Sleep (Remix) –          | — | — | — | — | — | Erstveröffentlichung: 26. Februar 2016 Chris Brown feat. Usher & Zayn          |
| 2016 | Cruel –                          | — | — | — | UK33 Silber · (10 Wo.)UK | — | Erstveröffentlichung: 15. Juli 2016 Verkäufe: + 295.000; Snakehips feat. Zayn  |
| 2016 | Freedun AIM                      | — | — | — | — | — | Erstveröffentlichung: 2. September 2016 M. I. A. feat. Zayn                    |
| 2019 | Trampoline (Remix) Melt (Deluxe) | — | — | — | — | — | Erstveröffentlichung: 26. September 2019 Verkäufe: + 415.000; Shaed feat. Zayn |
| 2019 | Rumors Truth Is                  | — | — | — | — | — | Erstveröffentlichung: 4. Oktober 2019 Sabrina Claudio feat. Zayn               |
| 2019 | Flames –                         | — | — | — | — | — | Erstveröffentlichung: 15. November 2019 R3hab feat. Zayn & Jungleboi           |
| 2021 | To Begin Again –                 | — | — | — | — | — | Erstveröffentlichung: 17. März 2021 Ingrid Michaelson feat. Zayn               |
| 2022 | Angel –                          | — | — | — | — | — | Erstveröffentlichung: 25. November 2022 Jimi Hendrix feat. Zayn                |

## Promoveröffentlichungen
Promo-Singles

| Jahr | Titel Album                | Höchstplatzierung, Gesamtwochen, AuszeichnungChartplatzierungen (Jahr, Titel, Album, Platzierungen, Wochen, Auszeichnungen, Anmerkungen) | Höchstplatzierung, Gesamtwochen, AuszeichnungChartplatzierungen (Jahr, Titel, Album, Platzierungen, Wochen, Auszeichnungen, Anmerkungen) | Höchstplatzierung, Gesamtwochen, AuszeichnungChartplatzierungen (Jahr, Titel, Album, Platzierungen, Wochen, Auszeichnungen, Anmerkungen) | Höchstplatzierung, Gesamtwochen, AuszeichnungChartplatzierungen (Jahr, Titel, Album, Platzierungen, Wochen, Auszeichnungen, Anmerkungen) | Höchstplatzierung, Gesamtwochen, AuszeichnungChartplatzierungen (Jahr, Titel, Album, Platzierungen, Wochen, Auszeichnungen, Anmerkungen) | Anmerkungen                                                |
| Jahr | Titel Album                | DE | AT | CH | UK | US | Anmerkungen                                                |
| ---- | -------------------------- | --- | --- | --- | --- | --- | ---------------------------------------------------------- |
| 2016 | It’s You Mind of Mine      | — | — | — | UK48 (1 Wo.)UK | US59 (1 Wo.)US | Erstveröffentlichung: 26. Februar 2016                     |
| 2016 | Befour Mind of Mine        | — | — | — | UK85 (2 Wo.)UK | — | Erstveröffentlichung: 18. März 2016 Verkäufe: + 30.000     |
| 2018 | Rainberry Icarus Falls     | — | — | — | — | — | Erstveröffentlichung: 30. November 2018                    |
| 2018 | Good Years Icarus Falls    | — | — | — | — | — | Erstveröffentlichung: 6. Dezember 2018 Verkäufe: + 20.000  |
| 2018 | There You Are Icarus Falls | — | — | — | — | — | Erstveröffentlichung: 11. Dezember 2018 Verkäufe: + 40.000 |

## Statistik

### Chartauswertung
|                     | DE    | AT    | CH    | UK    | US    |
| ------------------- | ----- | ----- | ----- | ----- | ----- |
| Nummer-eins-Alben   | DE—DE | AT—AT | CH—CH | UK1UK | US1US |
| Top-10-Alben        | DE2DE | AT1AT | CH1CH | UK2UK | US1US |
| Alben in den Charts | DE4DE | AT2AT | CH4CH | UK4UK | US3US |

|                       | DE    | AT    | CH    | UK     | US    |
| --------------------- | ----- | ----- | ----- | ------ | ----- |
| Nummer-eins-Singles   | DE—DE | AT1AT | CH1CH | UK1UK  | US1US |
| Top-10-Singles        | DE3DE | AT3AT | CH2CH | UK3UK  | US2US |
| Singles in den Charts | DE6DE | AT6AT | CH6CH | UK16UK | US8US |

### Auszeichnungen für Musikverkäufe
| Land/RegionAuszeichnungen für Musikverkäufe (Land/Region, Auszeichnungen, Verkäufe, Quellen) | Silber     | Gold       | Platin         | Diamant       | Verkäufe   | Quellen              |
| -------------------------------------------------------------------------------------------- | ---------- | ---------- | -------------- | ------------- | ---------- | -------------------- |
| Australien (ARIA)                                                                            | —          | 2× Gold2   | 29× Platin29   | —             | 2.100.000  | aria.com.au          |
| Belgien (BRMA)                                                                               | —          | Gold1      | 3× Platin3     | —             | 115.000    | ultratop.be          |
| Brasilien (PMB)                                                                              | —          | 6× Gold6   | 11× Platin11   | 6× Diamant6   | 1.920.000  | pro-musicabr.org.br  |
| Dänemark (IFPI)                                                                              | —          | 3× Gold3   | 10× Platin10   | —             | 840.000    | ifpi.dk              |
| Deutschland (BVMI)                                                                           | —          | 2× Gold2   | 4× Platin4     | —             | 1.850.000  | musikindustrie.de    |
| Frankreich (SNEP)                                                                            | —          | Gold1      | Platin1        | 2× Diamant2   | 649.999    | snepmusique.com      |
| Griechenland (IFPI)                                                                          | —          | —          | 2× Platin2     | —             | 40.000     | Einzelnachweise      |
| Italien (FIMI)                                                                               | —          | 3× Gold3   | 10× Platin10   | —             | 605.000    | fimi.it              |
| Kanada (MC)                                                                                  | —          | 3× Gold3   | 23× Platin23   | —             | 1.960.000  | musiccanada.com      |
| Mexiko (AMPROFON)                                                                            | —          | 7× Gold7   | 8× Platin8     | Diamant1      | 990.000    | amprofon.com.mx      |
| Neuseeland (RMNZ)                                                                            | —          | 2× Gold2   | 26× Platin26   | —             | 787.500    | radioscope.co.nz NZ2 |
| Norwegen (IFPI)                                                                              | —          | —          | 10× Platin10   | —             | 350.000    | ifpi.no              |
| Österreich (IFPI)                                                                            | —          | —          | Platin1        | —             | 30.000     | ifpi.at              |
| Polen (ZPAV)                                                                                 | —          | —          | 2× Platin2     | 3× Diamant3   | 490.000    | olis.pl              |
| Portugal (AFP)                                                                               | —          | —          | 3× Platin3     | —             | 30.000     | Einzelnachweise      |
| Schweden (IFPI)                                                                              | —          | 3× Gold3   | 10× Platin10   | —             | 840.000    | sverigetopplistan.se |
| Schweiz (IFPI)                                                                               | —          | 2× Gold2   | 4× Platin4     | —             | 115.000    | hitparade.ch         |
| Singapur (RIAS)                                                                              | —          | —          | Platin1        | —             | 10.000     | rias.org.sg          |
| Spanien (Promusicae)                                                                         | —          | Gold1      | 8× Platin8     | —             | 460.000    | elportaldemusica.es  |
| Vereinigte Staaten (RIAA)                                                                    | —          | 5× Gold5   | 16× Platin16   | —             | 18.510.000 | riaa.com             |
| Vereinigtes Königreich (BPI)                                                                 | 4× Silber4 | 2× Gold2   | 10× Platin10   | —             | 7.790.000  | bpi.co.uk            |
| Insgesamt                                                                                    | 4× Silber4 | 43× Gold43 | 192× Platin192 | 12× Diamant12 |            |                      |